# 群馬県道179号新町停車場線
群馬県道179号新町停車場線（ぐんまけんどう 179ごう しんまちていしゃじょうせん）は、群馬県高崎市の新町停車場から群馬県道178号中島新町線までを結ぶ県道である。

## 路線データ
- 起点：高崎市新町 新町停車場[1]
- 終点：高崎市新町（群馬県道178号中島新町線交点〈新町駅入口交差点〉）[注釈 1]

## 歴史
- 1959年（昭和34年）9月18日：群馬県より現・道路法に基づき、県道新町停車場線（新町停車場 - 一級国道17号線交点〈多野郡新町〉、整理番号116）が路線認定される[2]。
  - 同日、前身路線にあたる県道新町停車場線（新町停車場 - 多野郡新町、整理番207）が路線廃止される[3]。

## 地理

### 通過する自治体
- 群馬県
  - 高崎市

### 交差する道路
- 国道17号（新町バイパス） - 高崎市新町
- 群馬県道178号中島新町線 - 高崎市新町（終点）